# Test Drive (Jin Akanishi)
Test Drive è un singolo del cantante giapponese Jin Akanishi dei KAT-TUN. La canzone, cantata insieme a Jason Derulo, è stata pubblicata digitalmente sul mercato americano l'8 novembre 2011. È stata pubblicata un mese dopo in Giappone come album.

## Tracce
CD singolo (Giappone)
1. Test Drive (feat. Jason Derulo) (7th Heaven Mix) – 3:38
2. Test Drive (feat. Jason Derulo) (Main Mix) – 3:20
3. Test Drive (feat. Jason Derulo) (Funkystepz Mix) – 4:11
4. My Mp3 – 3:28
5. Paparats – 3:58
6. Tipsy Love – 3:44 – assente nella seconda edizione

DVD (Giappone)
1. Test Drive (feat. Jason Derulo) (Music Video) – 3:38
2. Test Drive (feat. Jason Derulo) (Making of the Music Video) – 3:20

Download digitale (Stati Uniti)
1. Test Drive (feat. Jason Derulo) (7th Heaven Mix) – 3:38
2. Test Drive (feat. Jason Derulo) (Main Mix) – 3:20
3. Test Drive (feat. Jason Derulo) (Funkystepz Mix) – 4:11
4. Test Drive (feat. Jason Derulo) (Static Revenger Dub) – 5:37

## Classifiche
| Classifica (2010/11)                  | Posizione massima |
| ------------------------------------- | ----------------- |
| Japan Oricon Weekly Albums            | 1                 |
| Japan Billboard Top Albums            | 1                 |
| Billboard Japan Hot 100               | 16                |
| U.S. Hot Dance Club Songs (Billboard) | 11                |